# イフリーキヤ
イフリーキーヤ（إفريقية ʾifrīqīyah）は、北アフリカの中西部を指す歴史的地域名。おおよそ現在のチュニジアからアルジェリアの東部あたりを指す。イフリキアと読むこともある。
アラブ人による征服後に用いられるようになったが、イスラム時代の初期には後にマグリブと呼ばれることになる地域、すなわちリビアより西の北アフリカ地域全体を指す広域の地名であった。しかし、9世紀にアグラブ朝が現チュニジアのカイラワーンに興り、チュニジアを中心とする地域を支配するようになるとその領域に限定され、アグラブ朝領と同一の範囲を指す地域名に転化した。以来、チュニジアを中心とする王朝の支配領域をおおよそ指すようになる。中心都市はカイラワーンのほか、アグラブ朝を滅ぼしたファーティマ朝が建設したマフディーヤがあった。
のちにハフス朝がチュニスを都にすると、イフリーキーヤの王朝支配領域に対して「チュニスの国」という名称も用いられるようになった。のちにハフス朝をオスマン帝国が征服するとチュニス州になり、その名が西欧の言語に取り入れられてチュニジアという国名が定着する。